# توماس مافروس
توماس مافروس (باليونانية: Θωμάς Μαύρος)‏، (ولد في 31 مايو 1954 في كاليثيا، اليونان) وهو لاعب كرة قدم يوناني سابق كان يلعب في الخط الهجومي. يعتبر توماس واحد من أفصل لاعبي كرة القدم الذين لعبوا في الدوري اليوناني لكرة القدم حيث سجل فيه 260 هدفا ما يجعله الهداف التاريخي للدوري حتى اللحظة.

## سجلات
- توماس هو الهداف التاريخي للدوري اليوناني لكرة القدم حيث سجل 260 هدفا في 501 مباراة.
- هو أصغر لاعب يسجل في الدوري اليوناني لكرة القدم حيث سجل هدف الفوز لنادي بانيونيس (1-0) في مباراة أمام نادي بايريكوس في 17 فيراير 1971، في ذلك الوقت لم يكن يبلغ توماس من العمر سوى 16 سنة، 8 أشهر و17 يوما.
- هو واحد من اللاعبين القلة الذين سجلوا 5 أهداف في مباراة واحدة في الدوري اليوناني.

## وصلات خارجية
- توماس مافروس على موقع الاتحاد الأوربي (الإنجليزية)
- توماس مافروس على موقع قاعدة بيانات كرة القدم.إي يو (الإنجليزية)
- توماس مافروس على موقع ناشيونال فوتبول تيمز (الإنجليزية)
- توماس مافروس على موقع كووورة

اللاعب توماس مافروس على موقع كووورة، تاريخ الوصول: 2017-01-06.